# Ascalaphidae
Pour les articles homonymes, voir Ascalaphe.
Famille
Les Ascalaphidae (ascalaphidés en français) forment une famille d'insectes névroptères, les ascalaphes en font partie.

## Description
Insectes au corps trapu et avec de longues antennes à l'extrémité en massue.
Les mâles ont des valves très développées.

## Biologie
Diurnes, au vol rapide et ondoyant à 2 ou 3 mètres de hauteur, capturent les mouches et autres petits insectes en vol.
Se chauffent au soleil sur les plantes, ailes étalées. Vivent dans des biotopes chauds et secs.
Les larves semblables à celles des fourmilions vivent sur le sol, dans la litière et sous les pierres.

## Liste des sous-familles
Selon ITIS :
- Sous-famille des Albardiinae van der Weele, 1908;
- Sous-famille des Ascalaphinae Lefèbvre, 1842;
- Sous-famille des Haplogleniinae Newman, 1853[1].

## Liste d'espèces européennes
On rencontre 4 genres d'ascalaphidés en Europe, (surtout dans le sud), répartis en 14 espèces : 
- Genre Libelloides :
  - Libelloides longicornis (Scopoli, 1763) syn. : Ascalaphus longicornis, l'ascalaphe ambré ;
  - Libelloides macaronius (Scopoli, 1763) syn. : Ascalaphus macaronius, l'ascalaphe oriental ;
  - Libelloides lacteus (Germar, 1817) syn. : Ascalaphus ottomanus, l'ascalaphe blanc ;
  - Libelloides coccajus Denis et Schiffermüller, 1775 syn. : Ascalaphus libelluloides, l'ascalaphe soufré ;
  - Libelloides ictericus (Charpentier, 1825) syn. : Ascalaphus ictericus, l'ascalaphe loriot ;
  - Libelloides corsicus (Rambur, 1842) syn. : Ascalaphus ictericus corsicus ;
  - Libelloides latinus (Lefebvre, 1842) syn. : Libelloides italicus, Ascalaphus italicus, l'ascalaphe d'Italie ;
  - Libelloides hispanicus (Rambur, 1842) syn. : Ascalaphus hispanicus, l'ascalaphe hispanique ;
  - Libelloides cunii Sélys-Longchamps, 1880 syn. : Ascalaphus cunii ;
  - Libelloides baeticus (Rambur, 1842) syn. : Ascalaphus baeticus, l'ascalaphe bétique ;
- Genre Bubopsis :
  - Bubopsis agrioides (Rambur,1842), l'ascalaphon agrion ;
- Genre Deleproctophilla :
  - Deleproctophylla australis (Fabricus, 1787) syn. : Theleproctophylla australis F., l'ascalaphon austral ;
  - Deleproctophylla variegata (Klug, 1834) syn. : Deleproctophylla dusmeti (Navás, 1914), l'ascalaphon du midi ;
- Genre Puer  :
  - Puer maculatus (Olivier, 1789), l'ascalaphe moucheté.